# Martino Bassi

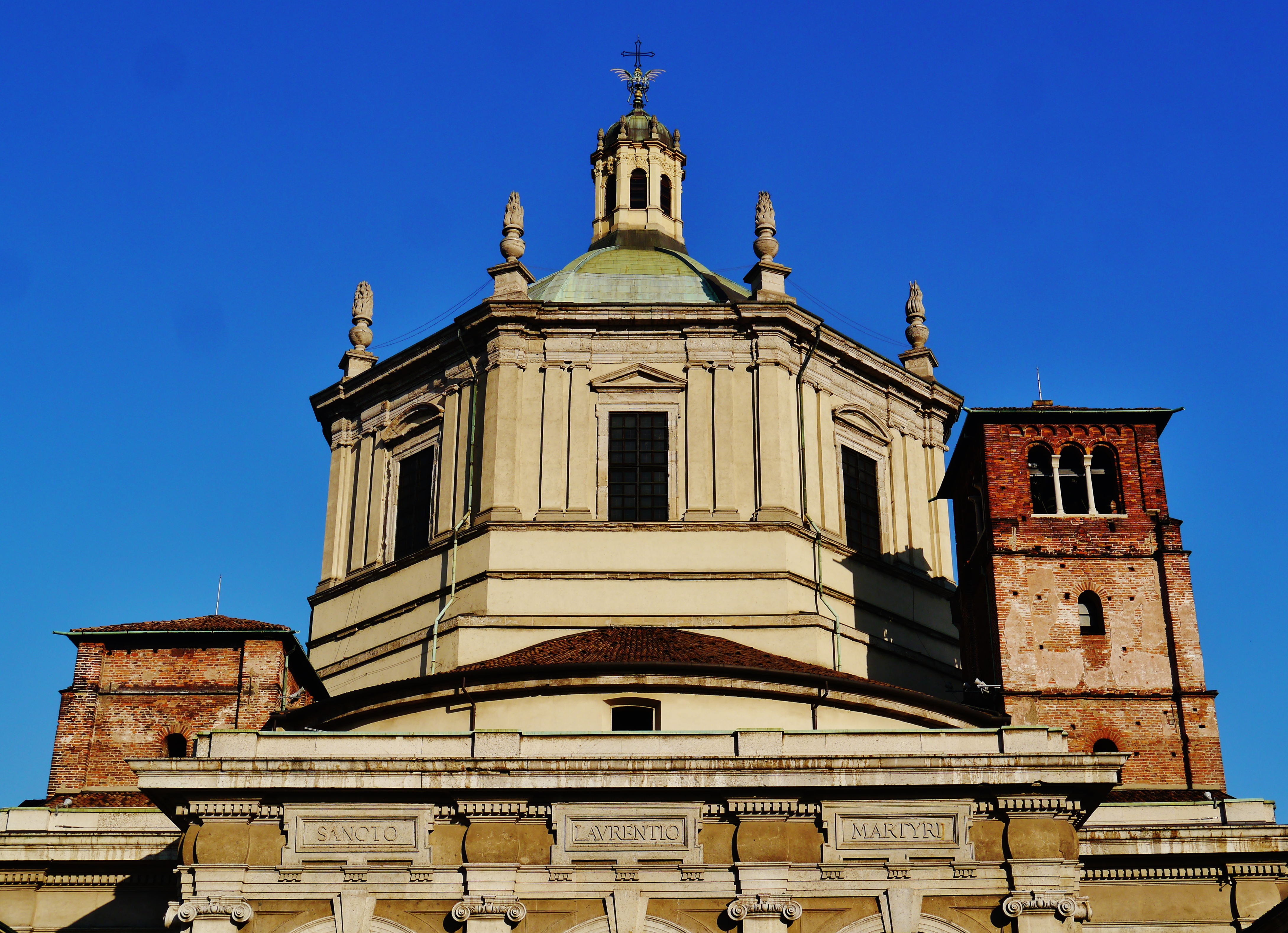
Martino Bassi, Kuppel von San Lorenzo Maggiore, Mailand

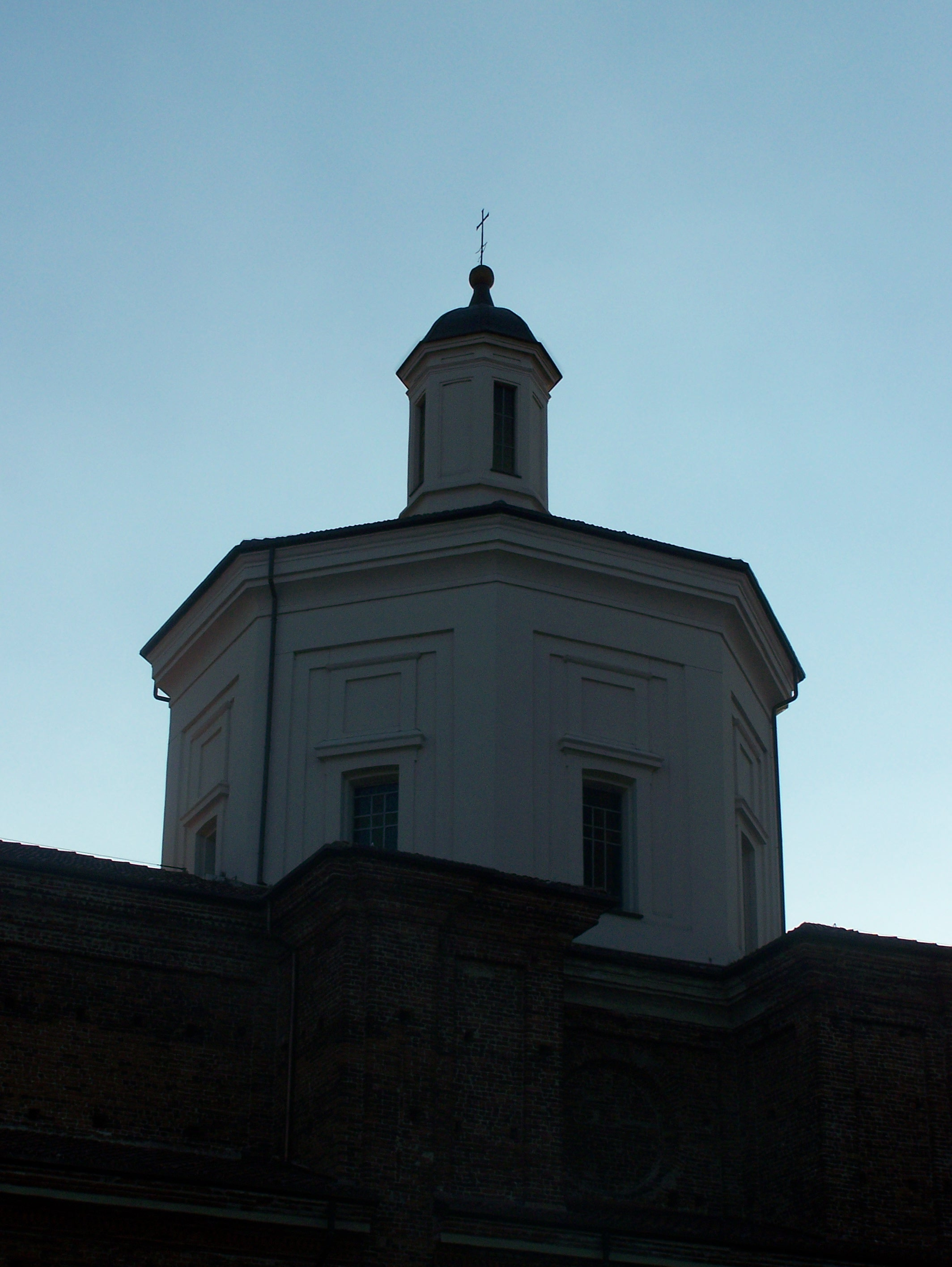
Martino Bassi, Kuppel der Kirche San Giorgio Martire, Bernate Ticino

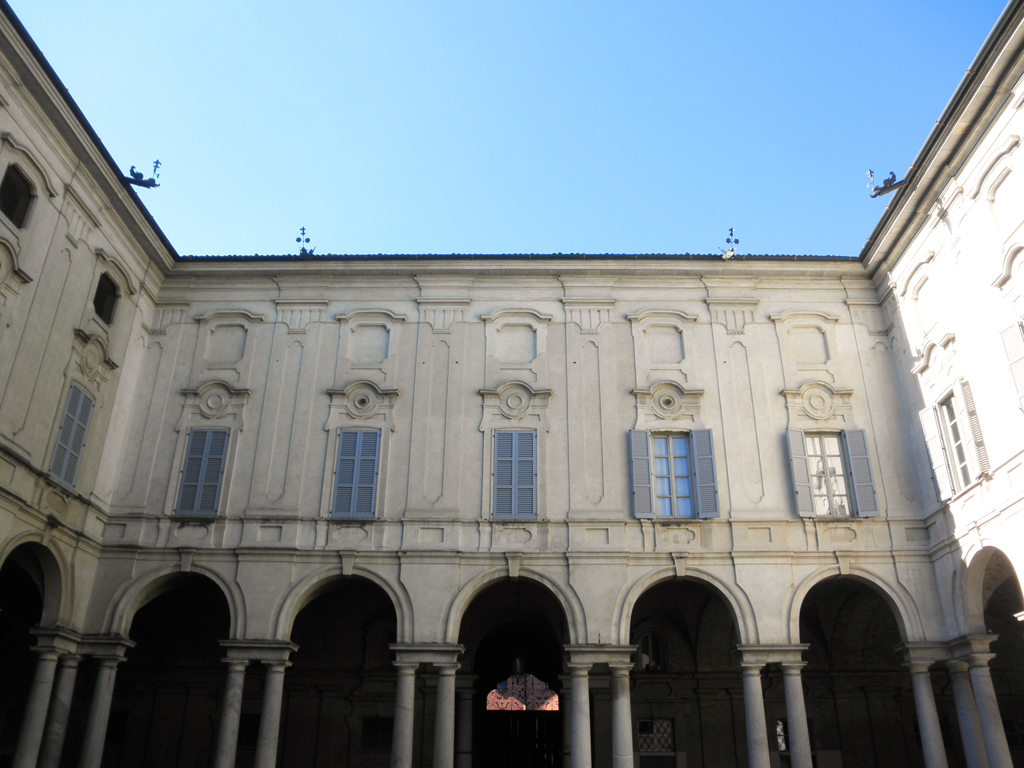
Martino Bassi, Hof des bischöflichen Palastes, Lodi

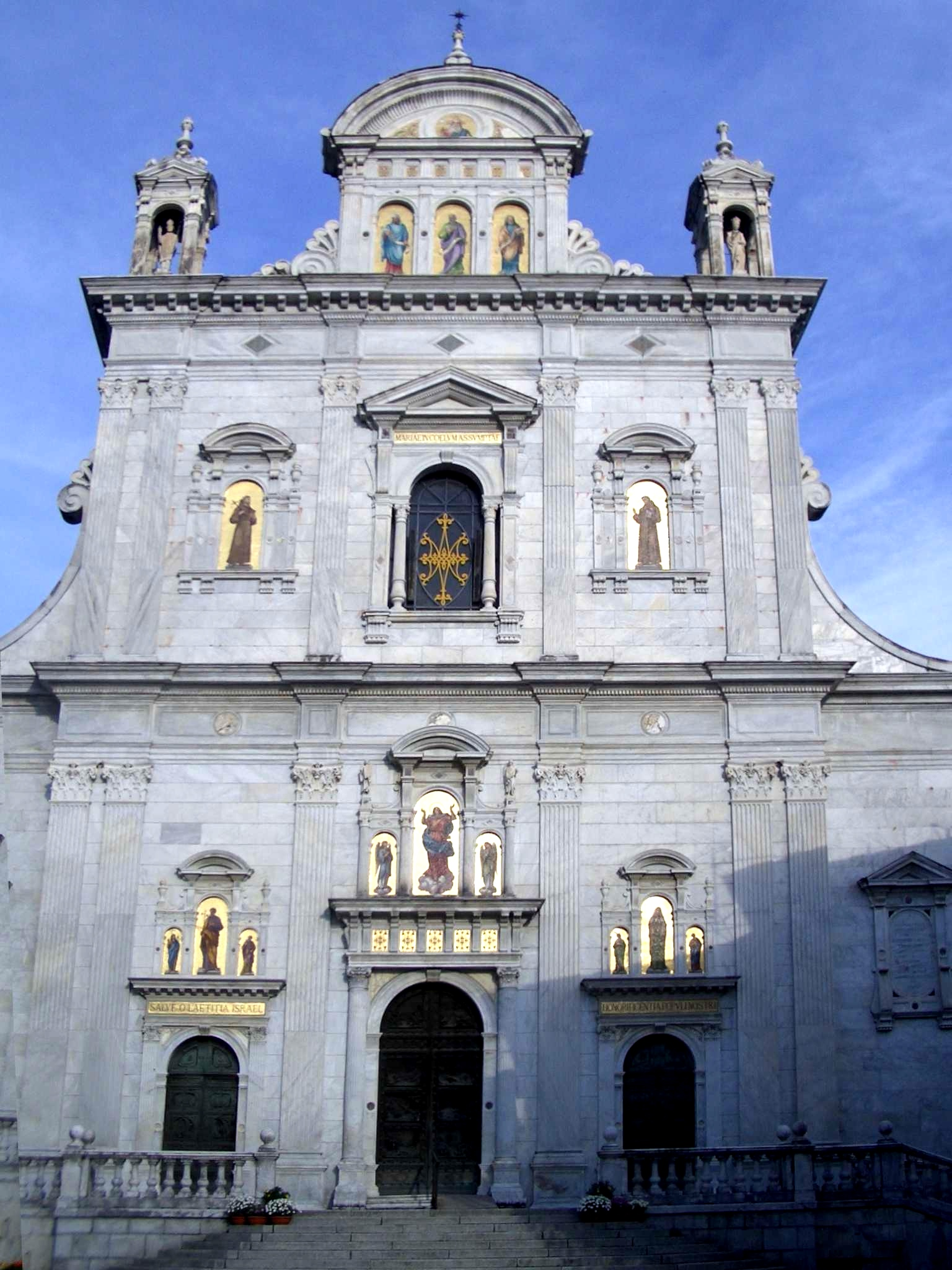
Wallfahrtsbasilika von Sacro Monte di Varallo

Martino Bassi (* 1542 in Seregno; † 14. November 1591 in Mailand) war ein italienischer Architekt zwischen Renaissance und Manierismus.

## Leben
Martino arbeitete hauptsächlich in Mailand und ausschließlich in der Lombardei und galt als einer der fleißigsten Architekten der zweiten Hälfte des 16. Jahrhunderts. Ab 1567 war er an der Kirche San Vittore al Corpo tätig und begann zwei Jahre später mit der Fabbrica del Duomo di Milano, wo es aufgrund von Meinungsverschiedenheiten über das Baptisterium, die Gestaltung der Krypta und den Chor nicht an Reibereien mit dem Bauleiter Pellegrino Tibaldi mangelte. Bassi erläuterte seine Überzeugungen zu diesem Streit und erlangte er erst, als er 1569 eine erbitterte Polemik gegen Tibaldi begann, der unter dem Schutz von Kardinal Karl Borromäus Architekt des Mailänder Doms geworden war. Viele seiner Argumente finden sich in dem bekannten, 1572 in Brescia gedruckten Aufsatz Dispareri in materia d’architettura et perspettiva...
Im Jahr 1570 vollendete er den Bau der Kirche Santa Maria presso San Celso. In der Nebenkirche San Celso schuf er zwischen 1584 und 1588 den linken Altar. Drei Jahre später entwarf er das Hauptschiff und die Fassade der Kirche Santa Maria della Passione in Mailand, leitete er die Umwandlung der Kirche San Lorenzo in Mortara, und 1574 beauftragt ihn Kardinal Karl Borromäus mit dem Umbau der Kuppel der Kirche San Lorenzo Maggiore.
Über dieses Projekt kam es zu einem Streit zwischen dem Präfekten des Gebäudes, Guido Mazenta, und Bassi, der schließlich gezwungen war, seinen ursprünglichen Entwurf zu überarbeiten. Er nahm konsequent das Erbe der lokalen solaren Tradition auf, die bis Vincenzo Seregni fortgesetzt wurde (die Zeichnungen für San Lorenzo sind in der Biblioteca Ambrosiana, Cod. 150, ff. LXV, LXX, LXXI, LXXV erhalten). Andererseits war er nicht abgeneigt, die von Tibaldi und Galeazzo Alessi eingeführten neuen Themen zu akzeptieren, wobei er lediglich deren erfinderische Kühnheit und dekorative Skrupellosigkeit milderte.
Als Tibaldi nach Spanien ging, übernahm Martino die Leitung der Arbeiten am Mailänder Dom und realisierte in dieser Zeit verschiedene andere Werke in der Lombardei, wie die Kirche San Fedele in Mailand, das Dom von Lodi, die Wallfahrtskirche Santuario dell’Addolorata in Rho. Kurz vor seinem Tod lieferte er seine Pläne für die Fassade des Doms, die sich durch einen Gotik-Stil auszeichnet. Im Jahr 1578 errichtete er den Marmorabschluss des Chors der Certosa di Pavia; 1579 begann er mit dem Umbau der Kirche  Santa Maria della Rosa in Mailand (nach seinem Tod von Architekt Tolomeo Rinaldi vollendet). Überdies realisierte er von 1578 bis 1584 das Projekt für den Sacro Monte di Varallo in Valsesia.
Im Jahr 1583 wurde er mit dem Bau von San Gaudenzio in Novara beauftragt und trat damit die Nachfolge seines Konkurrenten Tibaldi als Architekt des Mailänder Doms im Jahr 1587 an; dasselbe geschah mit den Gebäuden von San Fedele und dem Palast von Leonardo Spinola in Mailand (Entwurf der Fassade), der Dom von Lodi (wo er auch an dem Krankenhaus, dem Bistum und dem Kloster von San Vincenzo arbeitete), dem Heiligtum Santuario dell’Addolorata in Rho und dem Collegio Ghislieri in Pavia. Seine Entwürfe für die Kirche Santa Maria del Paradiso stammen aus dem Jahr 1590 und die für die Fassade des Mailänder Doms, die er dem Papst vorlegte, aus dem folgenden Jahr. Weitere Zeichnungen (die heute in der Biblioteca Ambrosiana aufbewahrt werden) fertigte er für das Palazzo di Brera an.
Bassi starb am 14. November 1591 in Mailand und wurde in der Kirche Santa Maria della Rosa in Mailand beigesetzt.